# Medicina d'emergenza-urgenza

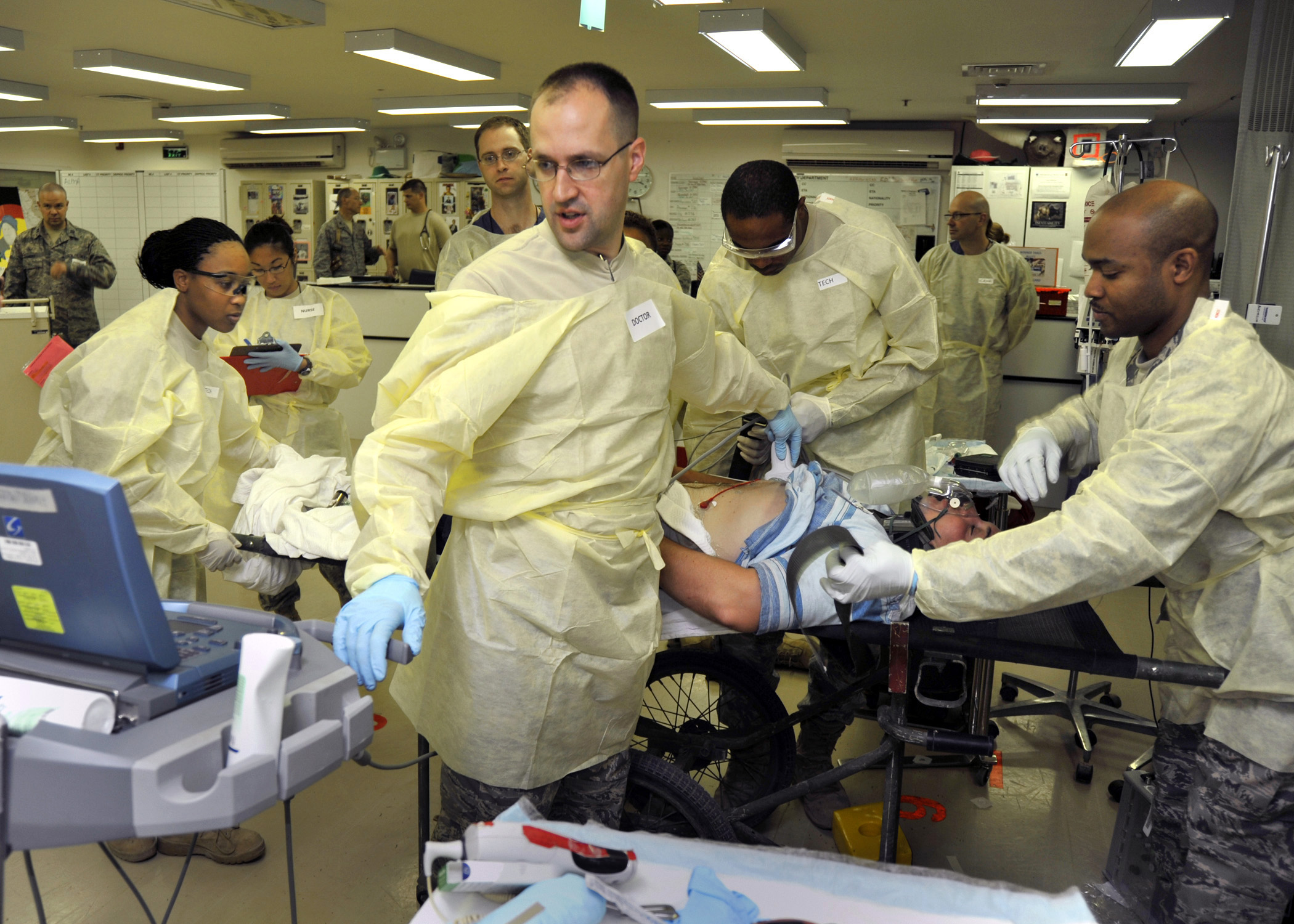
Medicina d'emergenza-urgenza

La medicina d'emergenza-urgenza è la specialità medica specifica che si occupa di quelle condizioni il cui trattamento non può, per varie ragioni, essere dilazionato nel tempo. Il suo raggio d'azione spazia dal territorio (medicina d’emergenza territoriale) all'ospedale, dove può operare sia nell'ambito dei Pronto soccorso (con annessi letti di Osservazione Breve Intensiva, o O.B.I.) che in quello delle degenze di medicina d'emergenza, che hanno caratteristiche di degenza subintensiva.

## Storia
Le prime iniziative organizzate di medicina di emergenza-urgenza nel periodo moderno risalgono ai tempi della Rivoluzione francese, grazie ai contributi del chirurgo francese Dominique-Jean Larrey che, al seguito delle armate napoleoniche, ideò il concetto di ambulanza (o, come veniva chiamata all'epoca, di "Voiture d'ambulance volante"), per il trasporto veloce dei soldati feriti presso le infermerie da campo. Jean Larrey viene per questo considerato come il padre della medicina d'urgenza.
La medicina di emergenza-urgenza ha storicamente conosciuto forti sviluppi in coincidenza con i grandi eventi bellici ed in connessione con gli sviluppi applicativi della medicina militare.

### In Italia
La disciplina di Medicina e chirurgia d'accettazione e urgenza è stata istituita in Italia solo nel 1997, collocandola come specialità di area medica.
La medicina di urgenza negli ultimi anni ha avuto uno sviluppo iperbolico: la riorganizzazione del sistema dell'emergenza-urgenza (attraverso i vari piani sanitari nazionali dal 1996) ha visto nascere accanto al numero unico nazionale di emergenza, il 118, anche un nuovo assetto organizzativo e dunque professionale alle porte dell'ospedale.
La scuola di specializzazione in Medicina d'Emergenza-Urgenza in Italia è stata varata dal mondo accademico solo nel 2009 ed ufficialmente è partita in 25 sedi universitarie nell'anno accademico 2009/2010; al contrario, è da molto tempo riconosciuta in vari Paesi del mondo come USA, Canada, Australia, Israele, Regno Unito e, dall'agosto del 2000, essa è stata adottata dalla Comunità Europea e incorporata ufficialmente nella tabella delle specialità mediche. La principale società scientifica che in Italia rappresenta i medici e gli infermieri dell'urgenza è la SIMEU (Società Italiana Medicina d'Emergenza-Urgenza).

## Ambiti
Negli ultimi 20 anni la medicina d'emergenza-urgenza ha conosciuto uno sviluppo enorme, acquisendo nel tempo maggiori competenze. Per citare alcuni esempi, sono parte essenziale della formazione e delle conoscenze in questa branca l'Advanced Trauma Life Support (ATLS), l'Advanced Life Support (ALS), l'Advanced Cardiac Life Support (ACLS), la gestione del paziente intossicato, l'ecografia in emergenza-urgenza, l'utilizzo della ventilazione non invasiva. Inoltre, anche grazie allo sviluppo sempre maggiore delle unità OBI (Osservazione Breve Intensiva) nell'ambito dei DEA (Dipartimenti d'Emergenza e Accettazione) la diagnostica e le terapie di base in urgenza per problematiche quali la sincope, la dispnea acuta e lo shock, il dolore addominale o toracico, la terapia di sindromi dolorose acute e, in generale, molte patologie tempo dipendenti (come l'infarto miocardico acuto, l'ictus ischemico, la sepsi) sono sempre più peculiari del medico d'emergenza-urgenza. Per citare degli esempi, nei pronto soccorso di maggiori dimensioni (Hub), esistono degli ambienti dedicati allo shock (shock room) e delle équipe medico-infermieristiche specializzate (syncope unit, chest pain unit) sul modello anglosassone oppure degli ambienti, dei percorsi e delle équipe specializzati nel trauma (Trauma Center).
Il triage ospedaliero è una procedura infermieristica che permette, tramite delle valutazioni standardizzate, l'attribuzione di una "priorità di intervento" ad una sintomatologia correlata con i parametri vitali (pressione arteriosa, saturazione di ossigeno, temperatura corporea, frequenza cardiaca, Glasgow Coma Scale, glicemia, scala del dolore). In questo modo si permette di predisporre un percorso di gestione rapido per le patologie che lo richiedano (infarto, ictus, embolia polmonare, emorragie cerebrali etc.). Il triage attribuisce alla sintomatologia un codice numerico-colore  che avrà una priorità clinica differente. I colori usualmente utilizzati in Italia, sono il rosso, giallo, verde e bianco, per ordine di gravità decrescente, mentre la recente revisione numerica prevede numeri crescenti a 1 a 5.
La specificità della medicina d'urgenza risiede nell'occuparsi trasversalmente di una serie di temi clinici abitualmente di pertinenza di molte altre specializzazioni medico-chirurgiche, ma che vengono specificatamente declinate nell'ambito dell'intervento su eventi acuti.  L’approccio del medico d’emergenza è di tipo “olistico” e prevede pertanto competenze altrettanto trasversali. Secondo una massima di Joe Lex, «mentre la maggior parte degli specialisti si domanda "Che cosa ha il paziente", il medico d’emergenza si interroga su "Cosa necessita il paziente" in quel momento».
Applicazioni ulteriormente specifiche sono relative all'intervento in ambiti di maxi-emergenza, come nel caso della medicina delle catastrofi, che rappresenta un'estensione logico-organizzativa peculiare della medicina d'emergenza.
Un esempio lampante è stata la recente pandemia legata al SARS-CoV2: le competenze dei medici d’emergenza-urgenza italiani, nella diagnostica ecografica, nella gestione dei malati critici e di ventilazioni non invasive, ha permesso di gestire un enorme numero di pazienti direttamente in pronto soccorso o nelle degenze di medicina d’emergenza-urgenza.

## Figure professionali

### Medico d'emergenza-urgenza
Il medico d'emergenza-urgenza è uno specialista esperto nel rapido inquadramento diagnostico del paziente, per poter identificare precocemente le malattie che possono rapidamente peggiorare, e nel trattamento in emergenza-urgenza di tutte le situazioni critiche. Sono esempi (non esaustivi) di quanto espresso: la rianimazione cardiopolmonare, la sedazione procedurale, la terapia analgesica del dolore acuto, la cardioversione-defibrillazione, il posizionamento di pacemaker esterni, l’utilizzo di apparecchiature elettroniche per la diagnostica in situazioni critiche, la ventilazione non invasiva e la gestione del trauma in tutte le sue forme. Parte essenziale dell’attività del medico d’emergenza è ormai diventato il supporto diagnostico mediante ecografia clinica.

### Infermiere d'emergenza-urgenza
L'Infermiere d'emergenza-urgenza è un professionista della salute esperto in Area Critica avendo competenze volte a garantire la sopravvivenza dell'assistito. Più precisamente interviene in un setting clinico-assistenziale di alta intensità di cure con assistiti che presentano condizioni cliniche generali precarie e per lo più instabilità delle funzioni vitali. Grazie alla capacità decisionale, efficienza, intuito, prontezza, riconosce previene e contrasta, in collaborazione con il medico d'emergenza-urgenza, l'insorgenza di ulteriori eventi avversi o complicanze in quadri clinici di medio-alta gravità. Anche in questo caso esempi (non esaustivi) di quanto espresso: continuo monitoraggio; utilizzo di tecniche invasive all’avanguardia (accessi venosi periferici semplici, gestione accessi venosi centrali, prelievi, ECG, somministrazione farmaci, cateterismo vescicale, utilizzo di apparecchi elettromedicali complessi etc.) in modo da garantire la sopravvivenza.
La parola d'ordine è "stabilizzare".
I diversi contesti operativi dell'infermiere d'emergenza-urgenza sono: Pronto Soccorso; Servizio 118 ed i reparti di medicina d'emergenza urgenza.

## Diagnostica in emergenza-urgenza
L'elettrocardiogramma è semplice, economico e di grande impatto, pur essendo utilizzato da oltre un secolo.
L'ampia gamma di test diagnostici rapidamente disponibili è una delle cause del sovraffollamento dei Pronto Soccorso. È crescente la richiesta di test da parte dell'autorità giudiziaria: alcolemia, stupefacenti, riscontro dell'età ossea, ricerca di corpi estranei in addome (ovuli di stupefacente).

### Laboratoristica
Sono numerosi gli esami di laboratorio effettuabili direttamente in urgenza: oltre ai consueti per la crasi ematica, funzionalità epatica, renale, pancreatica, indici di lisi muscolare, esame delle urine, alcolemia, test per stupefacenti, negli ultimi 10 anni d-dimero, troponina (determinanti nella diagnosi di patologie come embolia polmonare ed infarto, tanto da entrare nelle linee guida); più di recente in alcuni centri è stata utilizzata la procalcitonina, dirimente nel riconoscimento delle infezioni batteriche. L'emogasanalisi (EGA) è un esame rapido, essenziale nella diagnostica di alcune emergenze, come insufficienze respiratorie, scompensi metabolici o intossicazioni da monossido di carbonio.

### Diagnostica per immagini
Parte essenziale nella diagnostica in emergenza-urgenza viene svolta dalla diagnostica per immagini.
Tra le metodiche strumentali essenziali in emergenza-urgenza, vi è la radiologia tradizionale nella diagnostica in traumatologia e nelle patologie toraciche ed addominali. La TAC trova grande applicazione, in urgenza, nelle patologie craniche; crescente l'uso nella traumatologia del rachide e nella diagnostica dell'embolia polmonare. Sempre maggiormente utilizzata anche la risonanza magnetica nucleare (RMN) nella traumatologia del rachide.
Tra le altre l'ecografia, inizialmente considerata competenza esclusiva del radiologo, si sta diffondendo capillarmente in molte branche della medicina. Attualmente l'utilizzo dell'ecografo viene considerato come un'appendice del fonendoscopio, quindi la valutazione del paziente prevede un tempo aggiuntivo: anamnesi, esame obiettivo ed ecografia focalizzata sul problema; naturalmente l'ecografia in elezione rimane competenza dell'ecografista. Le applicazioni in emergenza-urgenza sono notevoli e varie, così come le problematiche in questo contesto. Oltre alle ormai "classiche" applicazioni nell'ambito del trauma (ecografia FAST: Focused Abdominal Sonography for Trauma), all'ecografia in corso di dolori addominali, si è giunti all'ecocardioscopia (valutazione sintetica ed essenziale della funzionalità cardiaca) ed all'ecografia del torace.